# Tomora
Tomora és una comuna del cercle de Bafoulabé a la regió de Kayes al sud-oest de Mali. El 1998 tenia 25844.

## Història
El regne khassonké de Tomora fou un estat dels khassonkés que va existir a la regió de Tomora, entre el segle xvii i el XIX.
Peuls i malinkés barrejats a la regió de Tomora (la barreja va originar als khassonkés) van formar un estat sedentari però sense organització política més enllà del poblet (segle xvi); però un grup de malinkés, derrotats en lluites civils a la regió del Barinta, es va refugiar a la zona els primers anys del segle xvii, i el seu cap, Sanga Moussa va fundar un regne khassonké que va adquirir importància.
Va morir el 1746 i el va succeir el seu fill Hola Mody (1746-1747) i després el germà d'aquest, Dalla Mamadou (1747-1780). El regne es va sotmetre a l'imperi de Koniakary (a la regió de Kayes) però va conservar l'autonomia, i sota Sokhona Moussa (1780-1819), va recuperar la independència i va consolidar el regne amb una campanya victoriosa a la regió del Barinta (a l'est de Khasso), terres dels seus ancestres; també va fer una expedició al Bambuk on va capturar esclaus i va fer un considerable botí en or; va fundar més de 20 pobles i va estimular als altres caps de clan a fer el mateix, el que va marcar després la potència de Tomora, amb una població nombrosa i una terra ben cultivada.
Durant el segle xix el regne de Tomora fou el graner del Khasso; des de la mort de Moussa va gaudir d'un llarg període de pau. Va esdevenir protectorat francès el 1880.